# Ta Mok
Ta Mok, letteralmente Nonno Mok (Provincia di Takéo, 1924 – Phnom Penh, 21 luglio 2006), è stato un politico, rivoluzionario e militare cambogiano, l'ultimo leader degli khmer rossi.
Il suo vero nome, a seconda delle fonti, viene riportato come Chhit Choeun, Ek Choeun, Oeung Choeun (o Ung Choeun); veniva anche chiamato Fratello Numero 5 (o Numero 15, secondo alcune fonti), Ta 15, A'cha Choeun (o Achar Choeun), Nguon Kang (o Nhuon Kang) o ancora Thieun Chhitle. Un ulteriore soprannome, "Il macellaio", gli venne assegnato a causa della sua efferatezza, che gli valse anche l'accusa di crimini contro l'umanità nel febbraio 2002.

## Biografia

### Primi anni

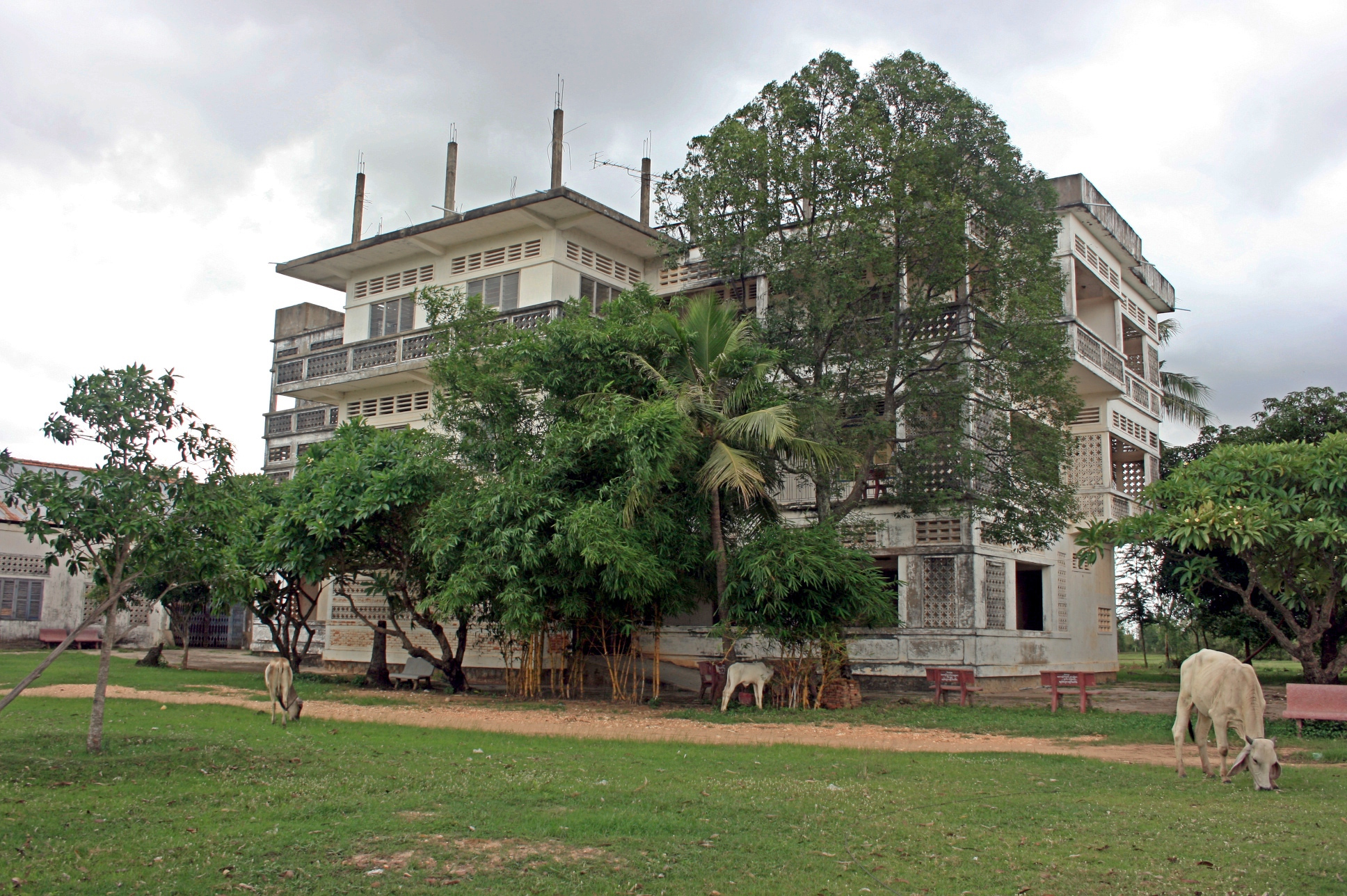
Casa di Ta Mok nella città di Takéo, Provincia di Takéo, Cambogia.

Nasce, a seconda delle fonti, a Trapeang Thom, a Brakeab o a Pra Keap, sempre però nel distretto di Tram Kak, provincia di Takeo, in Cambogia, primo di sette figli in un giorno sconosciuto del 1926, probabilmente in una benestante famiglia di proprietari terrieri. Negli anni trenta studia nel Liceo Linguistico di Pâli di Phnom Penh (oggi chiamato Liceo Buddhista Preah Soram Rith) per diventare monaco buddhista, ma all'età di 16 anni abbandona quella strada per combattere prima nelle file della resistenza anti-giapponese, poi come leader locale per i distretti di Tram Kak e Prey Krabas (provincia di Takeo) del movimento nazionalista anti-francese Khmer Issarak dal 1949.

### Ingresso tra i Khmer Rossi e Kampuchea Democratica
Nel 1950 entra nel Partito Comunista dell'Indocina (di cui all'epoca faceva parte, come sezione locale, quello cambogiano), mentre nel 1963 diventa membro del Comitato Centrale del Partito Comunista di Kampuchea (staccatosi intanto da quello indocinese).
Nel 1968 diventa Vicesegretario del Partito per la Zona Sud-Ovest del Paese, e ordina svariati massacri di civili. Nel 1972 diventa ufficiale capo del Direttorato Militare dei Materiali Bellici dell'Esercito Popolare di Liberazione Nazionale Cambogiano con il nome di "Thieun Chhitle", e tiene un incontro nella provincia di Kampong Chhnang in cui chiama alle armi circa 3.000 monaci. A partire dall'anno successivo ordina nella sua zona massacri su vasta scala, che gli faranno guadagnare il soprannome di "macellaio". Le forze sotto il suo comando occupano il distretto di Oudong e la provincia di Kampong Chhnang, spalleggiate da quelle del suo ex vice-comandante Ke Pauk, e trucidano la popolazione. Diventa comandante in capo dell'esercito per la Zona Sud-Ovest e dirige il Centro Informazioni e Propaganda.
In questo periodo Ta Mok ha già il controllo diretto di numerose zone del Paese tramite l'efficiente rete di parentele all'interno dell'organigramma del Partito: ha un fratello governatore e segretario del Partito nel distretto di Prey Kabas, quattro figli e due figlie (avuti da una sua cugina), due cognati e cinque tra generi e nuore che lavorano per lui (incluso il genero Khe Muth, futuro Comandante della Marina della Kampuchea Democratica).
Istituisce un grosso carcere a Krang Ka, Provincia di Takeo, in cui elimina circa 500 "nemici del popolo". Si stima che siano stati realizzati nella Zona Sud-Ovest 38 prigioni, 78 campi di sterminio e 6.032 fosse comuni. Tutti i segretari di zona sono stati prima o poi vittime delle purghe, eccetto Ta Mok.
Nel settembre 1975 diventa membro permanente del Comitato Centrale.
Il 20 marzo 1976, un anno dopo l'istituzione della Kampuchea Democratica di Pol Pot, diventa Primo Vicepresidente dell'Assemblea dei Deputati del Popolo. L'anno successivo diventa Capo di Stato Maggiore dell'Esercito.
Durante il periodo della dittatura prosegue nella messa in opera di stragi di interi villaggi (30.000 morti solo nel distretto di Angkor Chey). Nel 1978 diventa Segretario del Partito per la Zona Sud-Ovest nonché Secondo Vice Segretario del Comitato Centrale, e questo fa di lui il numero tre del Partito. Sono le sue milizie, nello stesso anno, a portare a termine il grande massacro che ucciderà tra le 100.000 e le 250.000 persone nella zona orientale del Paese.

### Dopo la caduta del regime
Dopo la fine del regime, nel 1979, si rifugia nella foresta, nella zona di Anlong Veng, insieme ad un numero di fidati seguaci che viene stimato in 3.000 - 6.000 unità. Diventa il loro Comandante Militare Supremo. Sempre nello stesso anno comanda una divisione nel distretto di Kampong Tralach, nella provincia di Kampong Chhnang. Nel 1980 (o nel 1982) perde la parte inferiore di una gamba su una mina. Negli ultimi mesi del 1982 entra nel cosiddetto "Ufficio 870" (o "Ufficio 87"), il ramo esecutivo del Comitato Centrale. Nel 1993 realizza esecuzioni di massa in territorio vietnamita.
Nel 1997 i khmer rossi si scindono in due fazioni, la sua e quella di Pol Pot, e Ta Mok, temendo di essere arrestato dall'ex-leader come Son Sen, lo fa a sua volta imprigionare (insieme a Khieu Samphan, solo ufficialmente successore di Pol Pot alla leadership a partire dal 1985, e Nuon Chea), organizzando un processo farsa in cui lo accusa di essere una spia al soldo del Vietnam e diventando il nuovo incontrastato capo del Partito. Durante la grande fuga nella foresta che segue un massiccio attacco governativo nel nord del Paese, Ta Mok, temendo che Pol Pot possa consegnarsi, essere consegnato o cadere nelle mani del governo cambogiano e diventare il suo principale accusatore in un eventuale processo, lo fa portare con sé. L'ex-leader morirà un anno dopo agli arresti domiciliari. I khmer rossi sosterranno la morte naturale nelle dichiarazioni ufficiali, ma cremeranno immediatamente il cadavere senza consegnarlo al governo. Questo alimenterà l'ipotesi che possa essere stato lo stesso Ta Mok ad ordinare l'uccisione di Pol Pot, che qualcuno in un primo tempo ha dato addirittura per mai avvenuta.
Ta Mok rilasciò nel 1997 un'intervista al Far Eastern Economic Review, in cui ammise il massacro di "qualche centinaio di migliaia di persone", attribuendone però la responsabilità a Pol Pot.
La situazione, nonostante dispongano di ingenti risorse finanziarie, si fa tragica per i khmer rossi, tra le file dei quali si verificano numerose diserzioni. Ta Mok è costretto nel 1998 a rifugiarsi nuovamente ad Anlong Veng, ma fu catturato dall'esercito cambogiano un anno dopo, presso il confine thailandese, e condotto a Phnom Penh in un carcere militare, assieme al suo ex-luogotenente Khang Khek Ieu ("Deuch"). È l'unico leader dei khmer rossi ad essere stato catturato vivo e senza aver preventivamente ottenuto l'immunità dal governo di Hun Sen.
Per la legge cambogiana Ta Mok avrebbe dovuto subire un processo entro sei mesi dall'arresto, ma il periodo di detenzione è stato prolungato varie volte. Le accuse sono inizialmente quelle di appartenenza ad un partito fuorilegge e evasione fiscale, ma nel 2002 fu accusato anche di crimini contro l'umanità. Trascorse gli ultimi anni tra il carcere militare e l'ospedale, fino al 21 luglio 2006, dopo essere entrato in coma.
Nel 1999, in un'intervista al Far Eastern Economic Review, Deuch (ex-direttore della tristemente nota prigione di Tuol Sleng) accusò Ta Mok di enormi stragi in un suo carcere personale, a Cherie O'Phnoe, nella Provincia di Kampot. Sottolineò la differenza tra il suo "metodo" e quello di Ta Mok: più approfondito e completo di false promesse di libertà (indispensabili, a suo avviso, per far "confessare" il prigioniero) il primo, finalizzato esclusivamente al supplizio fisico il secondo. Da Tuol Sleng, inoltre, provengono documenti che attestano come molti prigionieri fossero stati già precedentemente torturati da Ta Mok stesso e poi inviati a Deuch (per non aver evidentemente reso una confessione soddisfacente).